# تخمیر در شراب‌سازی

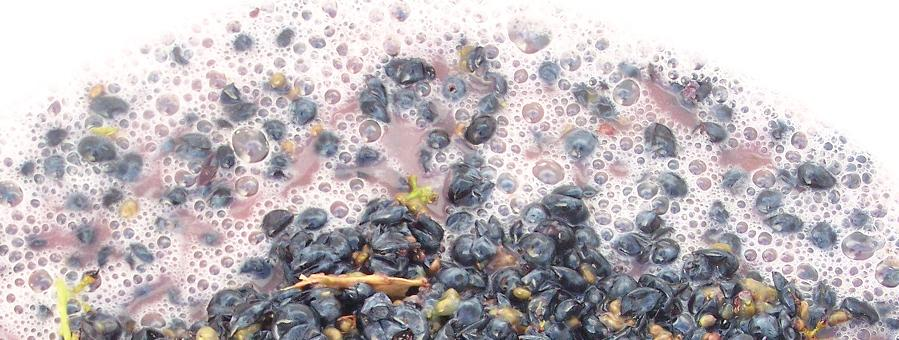
تخمیر پوراب

فرایند تخمیر در شراب سازی، آب انگور را به یک نوشیدنی الکلی تبدیل می‌کند. در طی تخمیر، مخمرها قندهای موجود در آب میوه را به اتانول و دی‌اکسید کربن (به عنوان یک محصول جانبی) تبدیل می‌کنند. در شراب سازی، دما و سرعت تخمیر عامل‌های بسیار مهمی هستند و همچنین سطح اکسیژن موجود در پوراب باید در شروع تخمیر مورد توجه قرار گیرد. خطر گیر افتادن تخمیر و ایجاد چندین سطح شراب نیز می‌تواند در این مرحله رخ دهد، که می‌تواند بین ۵ تا ۱۴ روز برای تخمیر اولیه و به‌طور بالقوه ۵ تا ۱۰ روز دیگر برای تخمیر ثانویه ادامه داشته باشد. تخمیر ممکن است در مخازن فولاد ضدزنگ، که در بسیاری از شراب‌های سفید مانند رایزلینگ رایج است، در یک خمره چوبی باز، داخل بشکه شراب و داخل بطری شراب مانند تولید بسیاری از شراب‌های گازدار انجام شود.